# 自己資本規制比率
自己資本規制比率（じこしほんきせいひりつ）とは、金融商品取引法において第一種金融商品取引業を行う金融商品取引業者（場合によってはそのグループ持株会社も）が一定水準を保つことが定められた指標であり、自己資本から固定的な資産を控除した「固定化されていない自己資本の額」を、発生しうる危険に対応する「リスク相当額」で除して算出する。
適用を受ける金融商品取引業者は、毎年3、6、9、12月末時点の自己資本規制比率を公表し、その数値によって金融商品取引法に基づき金融庁が各種措置を執ることができる。
- 140%を下回ったとき - 金融庁に届出を要する。
- 120%を下回ったとき - 金融庁は業務の方法の変更を命じ、財産の供託その他監督上必要な事項を命ずることができる。
- 100%を下回ったとき - 金融庁は、3月以内の期間を定めて業務の全部又は一部の停止を命ずることができる。